# Bernard Kouchner
Bernard Kouchner (Avinyó, 1 de novembre de 1939) és un metge i polític francès. És el cofundador de Metges Sense Fronteres (MSF) i de Metges del Món. Del 2007 al 2010 fou ministre d'Afers Exteriors en el govern de centredreta de François Fillon, sota la Presidència de Nicolas Sarkozy, tot i que en el passat també havia estat ministre dels governs socialistes. Havia participat en la revolta del Maig del 68, i s'havia iniciat en política en el Partit Comunista.